# São Marcos (Salvador)
São Marcos é um bairro brasileiro localizado na cidade de Salvador, na Bahia.
Localizado entre a Avenida paralela e o bairro de Pau da lima, São Marcos é um dos bairros de Salvador que mais cresceram nos últimos anos.
As suas principais Avenidas são: Avenida São Rafael, Avenida Maria Lúcia (Via Regional), Avenida Gal Costa (limítrofe com o bairro de Sussuarana) e a Rua direta de São Marcos.
O Bairro possui o Único Jardim botânico de Salvador, e um dos maiores e principais hospitais da Bahia, o Hospital São Rafael.

## Demografia
Foi listado como um dos bairros mais perigosos de Salvador, segundo dados do Instituto Brasileiro de Geografia e Estatística (IBGE) e da Secretaria de Segurança Pública (SSP) divulgados no mapa da violência de bairro em bairro pelo jornal Correio em 2012. Ficou entre os mais violentos em consequência da taxa de homicídios para cada cem mil habitantes por ano (com referência da ONU) ter alcançado o segundo nível mais negativo, com o indicativo de "61-90", sendo um dos piores bairros na lista. Em maio de 2018 ficou entre os bairros com maior índice de roubo de carros em Salvador.